# Список винаходів і відкриттів, здійснених жінками

Структуру ДНК виявила в 1951 році Розалінд Франклін

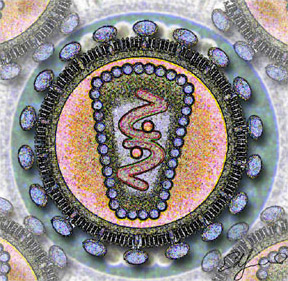
Вірус імунодефиціту людини, відкритий у 1983 році одночасно Франсуазою Барре-Сінуссі та Люком Монтаньє

Неповний список винаходів та відкриттів, у яких ключову роль відіграли жінки.

## Медицина
- Хімієтерапія — онкологиня Джейн Райт[en] вперше використала хімієтерапію разом із препаратом метотрексат для лікування раку молочної залози та раку шкіри.

### Хвороби
- Вірус імунодефіциту людини — французькі вчені Франсуаза Барре-Сінуссі та Люк Монтаньє одночасно і незалежно відкрили вірус, який спричиняє синдром набутого імунодефіциту.

### Фармацевтика
- Ацикловір — Гертруда Белл Елайон зробила значний внесок в створення ацикловіру, антивірусних ліків, які використовують для лікування вірусу простого герпесу першого типу, вітрянки та оперізуючого герпесу.
- Артемізін[en] та Дигідроартемізинін — китайська вчена-хімік Ту Юю винайшла препарати, які зараз є стандартними ліками проти малярії. Артемізин синтезують з полину однорічного (Artemisia annua).
- Азатіоприн — імунодепресант був вперше синтезований Джорджем Гітчінгсом та Гертрудою Белл Елайон. Його використовують при ревматоїдному артриті, синдромі Вегенера, хворобі Крона, неспецифічному виразковому коліті та при трансплантації нирки, щоб уникнути відторгнення.
- Меркаптопурин — ліки, які допомагають при раку та автоімунних захворюваннях, включно із гострим лімфобластним лейкозом, хронічним мієлоцитарним лейкозом, хворобою Крона та неспецифічним виразковим колітом. Розроблені Джорджем Гітчінгсом та Гертрудою Белл Елайон.
- Піріметамін — антипаразитарний препарат, який використовують для лікування ряду хвороб, таких як малярія, токсоплазмоз та ізоспороз, створений Гертрудою Белл Елайон як препарат від малярії.
- Азидотимідин — один з перших антиретровірусних препаратів, який використовують для запобігання та лікування СНІДу. Гертруда Белл Елайон зробила ключовий внесок у розробку цих ліків.
- Вітамін E — Катаріна Бішоп[en] та Герберт Маклін Еванс[en] відкрили вітамін E, вивчаючи репродуктивні цикли щурів.

### Педіатрія
- Кашлюк — вакцину співрозробила американська лікарка та медична дослідниця Лейла Денмарк.
- Шкала Апгар — система швидкої оцінки необхідності реанімаційних процедур новонароджених, розроблена американською лікаркою Вірджинією Апгар.
- Одноразовий підгузок — винайдений в 1946 році американською домогосподаркою Меріон Донован, яка шукала спосіб залишати тканинні підгузки своїх дітей сухими протягом їх сну. Донован запатентувала винахід в 1951 році. Вона також винайшла паперові підгузки, але не змогла отримати інвестицій в розвиток цієї ідеї, поки через 10 років компанія Procter & Gamble не використала її дизайн для виробництва Pampers. Інший дизайн підгузку винайшла в 1948 році Валері Гантер Ґордон.

## Астрономія та астрофізика
- Гарвардська схема класифікація зір — першу схему класифікації зірок за їх температурою створила американська вчена-астроном Енні Джамп Кеннон.
- Пульсар — нейтронні зорі, що швидко обертаються, відкрила британська астрофізик Джоселін Белл Бернелл в 1967 році.
- Проблема обертання галактик — великий набір доказів існування темної матерії відкрила американська вчена-астроном Вера Рубін в 1970-х, після спостереження за кривими обертання галактик.
- Світність — американська вчена-астроном Генрієтта Свон Лівітт на початку ХХ сторіччя відкрила взаємозв'язок між світністю та періодами змінних зір Цефеїд.
- Радіоастрономія — австралійська вчена-астроном Рубі Пейн-Скотт була першопрохідницею у радіофізиці та радіоастрономії, а також першою жінкою-радіоастрономом. Вона відкрила сонячні радіосплески типів I та III.
- Хімічний склад зір — американська вчена-астроном Сесілія Пейн-Гапошкіна в 1925 році в своїй дисертації довела, що зорі складаються переважно із водню та гелію, таким чином, водень є найпоширенішим елементом у Всесвіті. Дисертацію проаналізував Генрі Норріс Расселл і відмовив Пейн-Гапошкіну від висновку, що Сонце складається переважно із водню і сильно відрізняється від Землі, що суперечив популярній тоді теорії. Але через чотири роки Расселл прийшов до висновку Пейн-Гапошкіної іншим способом, про що зробив публікацію в 1929 році. Він визнав роботу Пейн-Гапошкіної та її відкриття в своїй публікації, однак це відкриття часто приписують лише йому (див. Ефект Матильди).
- Новий спіральний рукав Чумацького Шляху — відкритий американською вченою-радіоастрономом та астрофізиком Наомі Макклур-Гріффітс[en] в 2004 році.

## Фізика
- Радіація — Марія Склодовська-Кюрі відкрила та досліджувала радіацію, за що отримала Нобелівську премію з фізики в 1903 році. Пізніше[коли?] також отримала Нобелівську премію з хімії і залишається єдиною людиною з двома преміями з різних галузей наук. Дослідження радіації продовжила американська вчена-фізик Фенні Гейтс[en]. З Ернестом Резерфордом вона зібрала докази того, що радіація не є результатом простих хімічних або фізичних процесів. Зокрема, Гейтс показала, що радіація не може бути усунута теплом чи іонізацією та що радіоактивні матеріали відрізняються від фосфоресцентних матеріалів, як кількісно, так і якісно.
- Радон — канадська вчена-фізик Геррієт Брукс[en] з Ернестом Резерфордом в 1901 році відкрила хімічний елемент радон, знайшовши свідчення того, що випромінювання зі сполук торію скоріш за все є газом. Це було продовженням роботи П'єра та Марії Склодовської-Кюрі, які помітили, що газ, виділений радієм, залишається радіоактивним протягом місяця.
- Кінетична енергія — французька вчена-фізик й математик Емілі дю Шатле у 18 сторіччі переклала з латини на французьку роботу Ісаака Ньютона під назвою «Principia Mathematica». Дю Шатле проводила фізичні експерименти, популяризуючи роботи Ляйбніца. Вона показала, що кінетична енергія тіла пропорційна його масі і квадрату його швидкості, та встановила закон збереження енергії в замкнутій системі.
- Важкі елементи в космічному випромінюванні — ще студенткою американка Філліс Фраєр[en] в 1948 році знайшла докази існування в космічному випромінюванні елементів, важчих за гелій.
- Бета-частинки є електронами — американська вчена-фізик Гертруда Шарфф Ґольдхабер[en] з чоловіком Морісом Гольдхабером довела, що бета-частинки є ідентичними до електронів.
- T-кварк — наукова команда з лабораторії Фермілаб під керівництвом канадсько-американської вченої-фізика Мелісси Франклін[en] знайшла одні з перших доказів існування t-кварків.
- Оболонкова модель ядра — німецька іммігрантка до США Марія Гепперт-Маєр, яка навчалась в Університеті Джонса Гопкінса під час Великої депресії, продовжувала навчання навіть попри те, що жоден університет не хотів її приймати, і стала науковицею у сфері хімічної фізики. Її найбільшим внеском в сучасну фізику було відкриття оболонкової моделі ядра атома, за що здобула Нобелівську премію з фізики в 1963 році.
- Повільне світло — дансько-американська науковиця Лене Гау очолювала дослідницьку команду в Гарвардському університеті, яка в 1999 році за допомогою конденсації Бозе—Ейнштейна сповільнила промінь світла до приблизно 17 м/с, а в 2001 році змогла зупинити його повністю.
- Астат — австрійська вчена-фізик Берта Карлік відкрила, що хімічний елемент астат є продуктом процесу натурального розпаду.
- Теорема Бора—ван Льовен — нідерландська науковиця Гендріка Йоганна ван Льовен у дисертації в 1919 році пояснила, чому магнетизм є по суті ефектом квантової механіки. Оскільки Нільс Бор прийшов до того ж висновку за декілька років до того, зараз це відкриття називається «Теоремою Бора—ван Льовен».
- Францій — в 1939 році французька науковиця Марґеріт Перей, учениця Марії Кюрі, відкрила хімічний елемент францій за допомогою очищення лантану, що містив актиній. Перей помітила, що очищений актиній випромінює радіацію. Після подальших досліджень їй вдалось ізолювати новий елемент, який вона назвала на честь своєї батьківщини.
- Поділ ядра — австрійсько-шведська науковиця Ліза Майтнер разом із Отто Ганом та Отто Робертом Фрішем очолювали малу дослідницьку групу, що відкрила поділ ядра урану після того, як він поглинув додатковий нейтрон. Результати відкриття були опубліковані на початку 1939 року.
- Структура Чумацького Шляху — команда під керівництвом американської науковиці Хайді Джо Ньюберг[en] виявила, що галактика Чумацький Шлях захоплює зірки із менших галактик та що вона є більшою та хвилястішою, ніж вважалось до цього.
- Підсилення чирпованих імпульсів — канадська науковиця Донна Стрікленд в 2018 році отримала Нобелівську премію з фізики за відкриття підсилення чирпованих імпульсів, технології, яка прокладає шлях до створення найкоротших та найінтенсивніших лазерних імпульсів, які колись створювало людство.

## Хімія
- Електронний мікроскоп — британська науковиця Пратібха Гай[en] винайшла новий вид електронного мікроскопу, який уможливив візуалізацію хімічних реакцій на атомарному рівні. Пратібха Гай вирішила не патентувати винахід, на який витратила 20 років, для пришвидшення розвитку науки.
- Мас-спектрометрія — американська науковиця Сібіл Рок[en] розробила математичні методи для аналізу результатів мас-спектрометрії та створила багато методів змішаного аналізу.
- Синтетичні радіоактивні елементи — Ірен Жоліо-Кюрі, дочка Марії Кюрі та П'єра Кюрі, разом із чоловіком Фредеріком Жоліо-Кюрі в 1935 році отримала Нобелівську премію з хімії за синтез нових радіоактивних елементів, які можна було застосовувати в медицині.
- Полоній та Радій — Марія Склодовська-Кюрі відкрила хімічні елементи шляхом глибокого дослідження їх сполук.
- Реній — перехідний метал з атомним номером 75 вперше ізолювала німецька науковиця Іда Ноддак з чоловіком. Існування цього елементу було передбачене ще Дмитром Менделєєвим. Іду Ноддак тричі номінували на Нобелівську премію з хімії, однак вона так і не отримала нагороду.
- Структура бензену — планарну структуру бензену, циклічного ароматичного вуглеводня, підтвердила британсько-ірландська вчена-хімік Кетлін Лонсдейл[en] за допомогою рентгеноструктурного аналізу. Структура цієї хімічної речовини була не доведена протягом багатьох років. Кетлін Лонсдейл та Марджорі Стівенсон були першими жінками, прийнятими до Лондонського королівського товариства.
- Структура Вітаміну B12 — досліджена британською біохімікинею Дороті Кроуфут Годжкін методом рентгеноструктурного аналізу. Годжкін здобула Нобелівську премію з хімії за дослідження Вітаміну B12 та деяких інших складних молекул.
- Фотокаталіз — американська науковиця Діпіка Куруп в 2015 році винайшла фотокаталітичний композитний матеріал, який видаляє 100 % фекальних коліформних бактерій із забрудненої води.
- Хімія поверхні — німецька вчена-хімік Агнес Покельс заснувала нову галузь науки, хімію поверхонь, роблячи дослідження прямо в себе на кухні після отримання відмови у навчанні через її стать. Покельс винайшла інструмент для вимірювання поверхневого натягу та опублікувала декілька робіт.
- Кевлар — міцне параарамідне[en] синтетичне волокно створила американська вчена-хімік польського походження Стефані Кволек в 1965 році, під час роботи в компанії DuPont.
- Сіборгій — американська вчена-хімік Керол Алонсо[en] була однією з тих, хто відкрили хімічний елемент Сіборгій.
- Скотчґард — брудовідштовхувальний та водовідштовхувальний матеріал, винайдений Петсі Шерман та Семюелем Смітом під час їх роботи в компанії 3M.
- Плівка Ленгмюра—Блоджет — американські дослідниці Кетрін Берр Блоджетт та Ірвінг Ленгмюр під час роботи в компанії General Electric винайшли технологію виготовлення плівки шляхом занурення субстрату в розчин для нанесення моношару молекул на цей субстрат. На цей винахід повпливали раніші роботи німецької науковиці Агнес Покельс.
- Фожазит (або Цеоліт Y) — молекулярне сито, яке використовують для каталізатора фракційної дистиляції в переробці нафти. Винайдений американською хімікинею Едіт Фланіген під час роботи в компанії Union Carbide. Фланіген також співвинайшла синтетичний смарагд, а в 1992 році стала першою жінкою, яка отримала Медаль Перкіна.

## Геологія

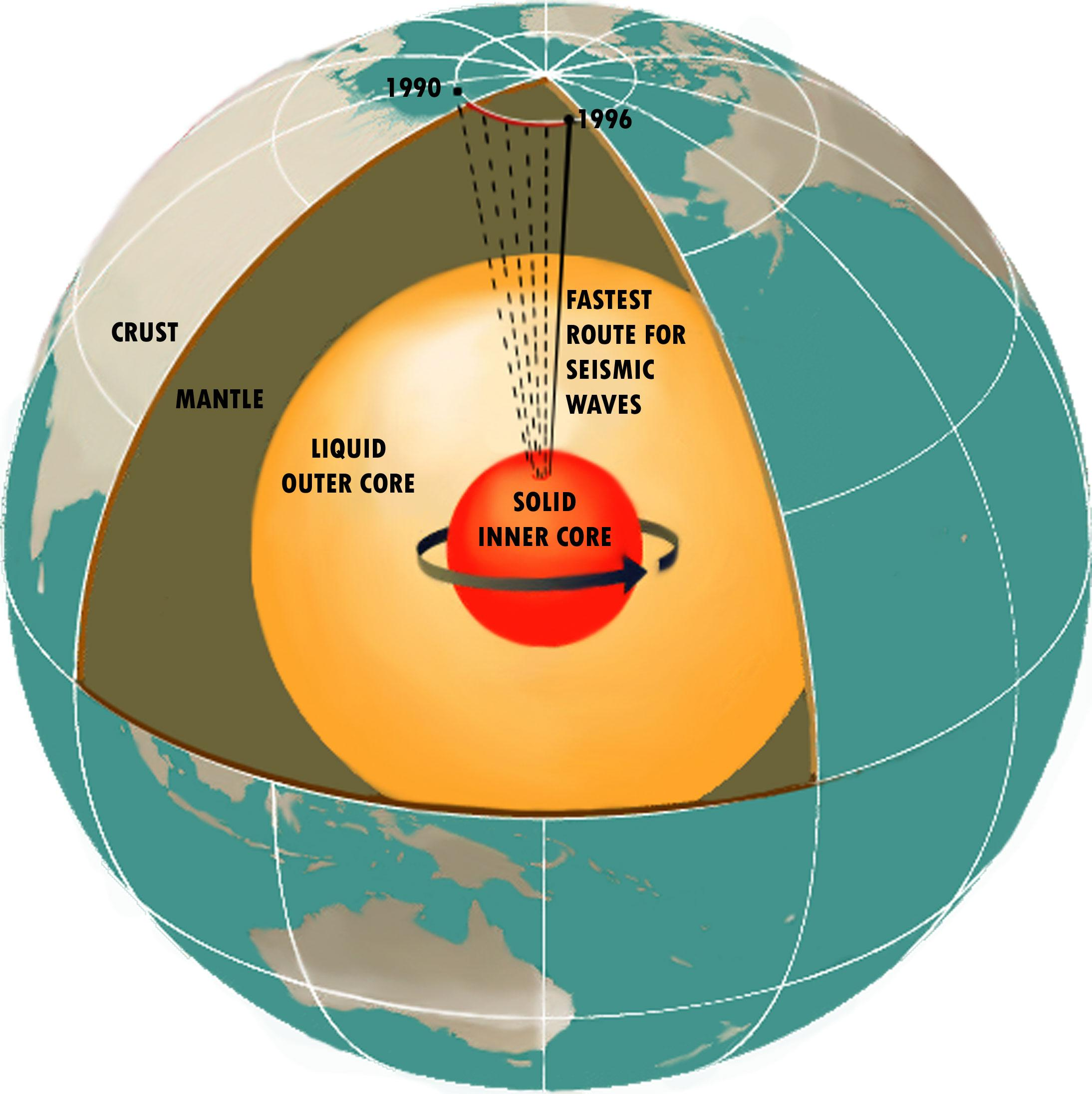
Внутрішнє ядро Землі відкрила Інге Леманн в 1936 році

- Внутрішнє ядро Землі — данська сейсмологиня Інге Леманн в 1936 році відкрила існування внутрішньої частини ядра Землі.

## Екологія
- Парниковий ефект — американська науковиця Юніс Н'ютон Фут[en] була першою, хто встановила зв'язок між концентрацією діоксиду вуглецю в атмосфері та кліматичними змінами, в 1856 році. Фут відкрила нагріваючі властивості діоксиду вуглецю та парниковий ефект. Вона надіслала результати своєї роботи на щорічну конференцію Американської асоціації сприяння розвитку науки, але лише через те, що жінки не могли мати членства в асоціації, її доповідь представив Джозеф Генрі.
- Сонячне опалення будинку — угорсько-американська винахідниця Марія Телкеш з Массачусетського технологічного інституту та американська архітекторка Елеонор Реймонд в 1947 році створили Dover Sun House, перший будинок, який використовував сонячну енергію.

## Інформаційні технології
- Текстова комп'ютерна програма — протягом дев'ятимісячного періоду в 1842—1843 британська математикиня Ада Лавлейс переклала роботу італійського математика Луїджі Федеріко Менабреа, що описувала аналітичну машину. Переклад містив записку, яка деталізувала метод підрахунку чисел Бернуллі за допомогою аналітичної машини. Ця записка вважається першою у світі текстовою комп'ютерною програмою.
- Компілятор текстових програм — американська науковиця в галузі комп'ютерних наук Ґрейс Гоппер в 1952 році створила перший компілятор, який працював для мови програмування A-0. Вона також доклала зусиль для популяризації ідеї машино-незалежних мов програмування, що мало результатом створення COBOL, однієї з перших високорівневих мов програмування.
- Текстові мови програмування — дев'ять текстових мов програмування були винайдені жінками: 
  - британка Кетлін Бут створила ARC-асемблер в 1950 році;
  - українка Катерина Ющенко створила Адресну мову програмування в 1955 році;
  - Ґрейс Гоппер разом з іншими членами CODASYL створили COBOL в 1955 році;
  - Джин Саммет[en] створила FORMAC в 1962 році;
  - Синтія Соломон[en] разом із своєю командою створили мову програмування Logo в 1967 році;
  - Барбара Лісков створила мову CLU в 1974 році;
  - Адель Голдберг,
  - Даяна Меррі та четверо інших членів команди із компанії Xerox PARC створили мову Smalltalk в 1980 році;
  - британка Софі Вілсон створила BBC BASIC[en] в 1981 році;
  - французька науковиця Крістін Паулін-Морінг разом із вісьмома іншими членами команди створили Coq в 1991 році.

### Штучний інтелект
- Соціальний робот — Сінтія Бреазель[en] є засновницею та генеральною директоркою компанії «Jibo», яка розробляє, за словами самої компанії, першого «соціального робота» для дому.

## Математика

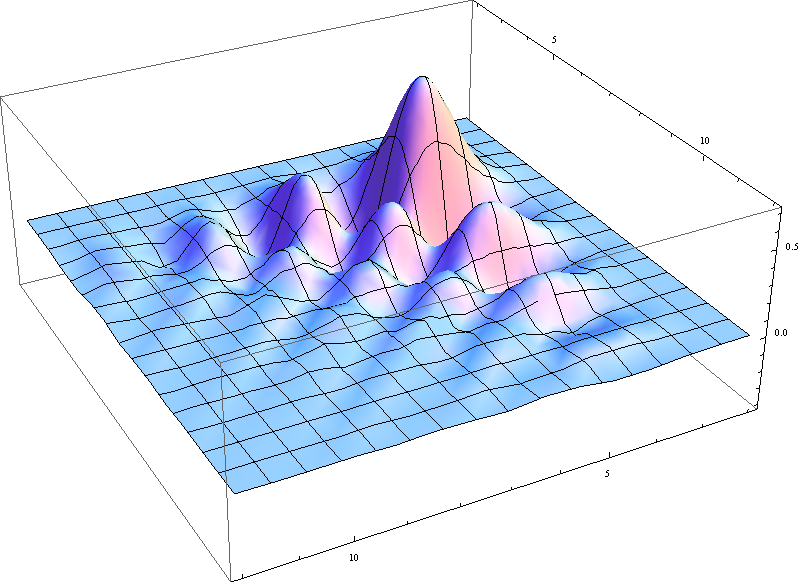
Вейвлети Добеші — розробка математикині Інгрід Добеші

- Вейвлети Добеші — бельгійська математикиня Інгрід Добеші запропонувала вейвлети Добеші і брала участь у створені вейвлетів Коена-Добеші-Фуву, що є важливими інструментами стиснення растрових зображень.
- Чи можна почути форму барабана?[ru] — в 1966 році математик Марк Кац запропонував питання, чи можна визначити форму барабана за звуком, що він створює (тобто чи ріманів многовид визначається спектром його оператора Лапласа — Бельтрамі). 1992 року Керолін Гордон разом з двома співавторами побудувала пару областей в Евклідовому просторі, що мають різні форми, але однакові власні значення, чим доведено, що відповідь на це питання є негативною.
- Теорема Коші—Ковалевської — головна місцева теорема існування та унікальності для диференціального рівняння з частинними похідними, що пов'язана із задачами Коші з початковим значенням. Особливий випадок був доведений в 1942 році французьким математиком Оґюстеном-Луї Коші, а повністю теорему довела в 1875 році білоруська математикиня Софія Ковалевська.

## Безпровідні технології
- Пристрій радіокерування торпедами — австрійсько-американська голівудська акторка Геді Ламар разом із композитором Джорджем Антейлом розробила систему радіокерування для торпед військ союзників, які використовували розширення спектра та псевдовипадкове перестроювання робочої частоти для уникнення засобів радіоборотьби військ Осі. Хоч Військово-морські сили США не застосовували цю технологію до 1960-х, зараз принципи її роботи закладені в сучасні технології Wi-Fi, Bluetooth та CDMA.

## Біологія
Див. Список ботанікинь
- Структура ДНК[en] — британська молекулярна біологиня Розалінд Франклін зробила внесок у розкриття структури дезоксирибонуклеїнової кислоти в 1951 році, застосувавши рентгеноструктурний аналіз для вивчення біологічних матеріалів та зробивши кілька рентгенівських радіографій ДНК.
- Цикл Корі — американська біохімікиня чеського походження Герті Тереза Корі разом з чоловіком Карлом Фердинандом Корі відкрила цикли Корі: метаболічні цикли, в яких глюкоза перетворюється на лактат внаслідок анаеробного катаболізму в скелетних м'язах, лактат транспортується кров'ю до печінки, де з нього знову синтезується глюкоза, що переноситься назад у м'язи. За це відкриття вони отримали Нобелівську премію з фізіології та медицини в 1947 році.
- Радіоімунний аналіз — американська вчена-біофізик Розалін Сасмен Ялоу розробила метод радіоімунного аналізу, в якому використовують радіоактивно мічені молекули в ступінчастому формуванні імунних комплексів. Цей метод використовують для точного вимірювання рівнів речовин, таких як гормони, які знаходяться в тілі в малих концентраціях.
- Транспозони — американська цитогенетикиня Барбара Мак-Клінток відкрила траснспозони: ділянки ДНК, що здатні до пересування всередині генома. Транспозони складають велику частку еукаріотних клітин (44 % в геномі людини та 90 % в геномі кукурудзи) та відіграють важливу роль у функціонуванні та еволюціонуванні генома.
- Фактор росту нервів — італійська нейробіологиня Рита Леві-Монтальчині разом із Стенлі Коеном відкрила фактор росту нервів — нейротрофний фактор[en] та нейропептид, що відіграє провідну роль в регуляції росту, підтримки, розповсюдження та виживання деяких нейронів. За це відкриття вони отримали Нобелівську премію з медицини та фізіології в 1986 році.
- Сегментні гени[en] — німецька біологиня Крістіана Нюсляйн-Фольгард з Еріком Вішаусом першими описали сегментні гени, що беруть участь в Сегментації[en] ембріогенезу дрозофіли=[ru]. Ця робота мала фундаментальне значення для розуміння генетичного контролю та ембріонного розвитку.
- Теломераза — австралійсько-американська науковиця Елізабет Блекберн, американська науковиця Керол Грейдер і американський науковець Джек Шостак відкрили ензим теломеразу, з якого складаються теломери — структури, які знаходяться на кінцях хромосом і які захищають решту молекули ДНК від пошкоджень.
- Grid-нейрон — норвезька нейрофізіологиня Мей-Бритт Мозер з чоловіком Едвардом Мозером та декількома їхніми студентами відкрили grid-нейрони, які беруть участь в роботі системи позиціонування і навігації.

## Транспорт
- Підводний телескоп — запатентований Сарою Метер в 1845 році, підводний телескоп дозволив човнам, які йдуть у море, досліджувати глибини океану. Телескоп являв собою лампу всередині скляної кулі, що занурювалась у воду. Пристрій також дозволив оглядати корпус та деталі іншого човна людині на палубі. 1864 року Сара Метер вдосконалила свій винахід, який дозволив виявляти підводні човни конфедератів.
- Глушник для літаків — американська винахідниця Ельдорадо Джонс винайшла глушник для літака в 1919 році. Також вважається винахідницею легкої праски та маленької прасувальної дошки для подорожей.
- обмежувач R.A.E. (R.A.E. restrictor) для британських літаків 2СВ — він відомий під різними назвами, такими як „діафрагма Міс Тіллі“, „отвір Міс Шилінг“ (Miss Shilling's orifice[en]) або „отвір Тіллі“ на честь його винахідниці Беатріс "Тіллі" Шиллінг[en]. Вона розробила латунний обмежувач потоку у формі наперстка з точно розрахованими розмірами, щоб забезпечити достатній потік палива для максимальної потужності двигуна літака. Це вдосконалення вирішило недолік винищувачів Королівських ВПС з двигуном Rolls-Royce Merlin[1], що зробило їх кращими у порівнянні з німецькими Messerschmitt Bf 109E.
- Комфорт залізничних пасажирських перевезень — винаходи американки Олів Денніс змінили поїздки залізничним транспортом на початку XX-го століття. Це: відкидні полиці, оббивка що не забруднується, рушникі та рідке мило у вагонах[2]. Олів спроєктувала індивідуальну вентиляційну систему для пасажирів, а також світильники, що вимикаються на ніч.

### Автомобіль

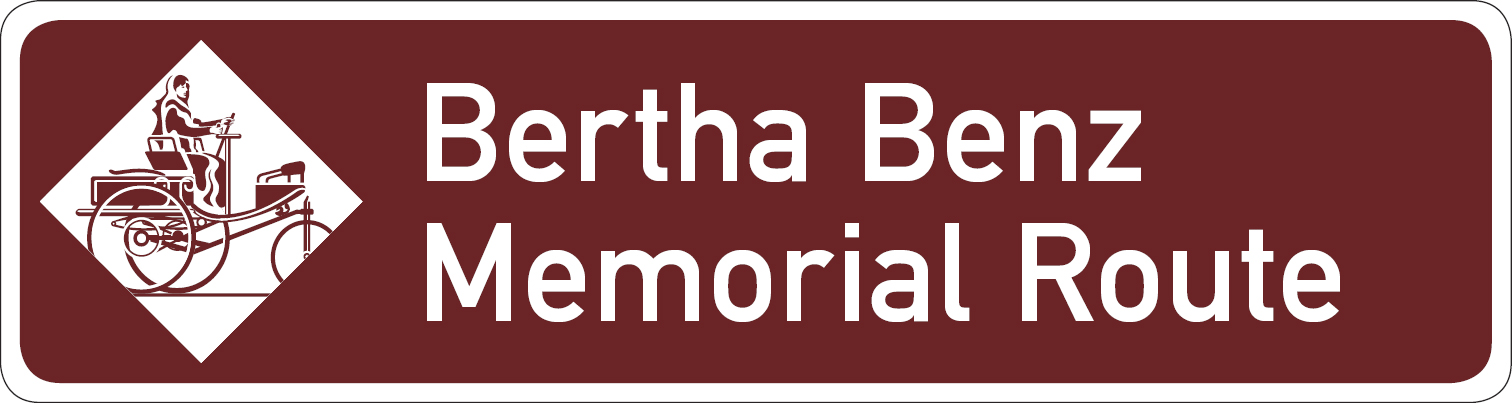
Офіційний покажчик Меморіальної траси ім. Берти Бенц — Bertha Benz Memorial Route

- Перший автомобіль — Берта Бенц разом з чолвіком є співрозробницею першого у світі автомобіля Benz Patent-Motorwagen. Вона ж була першою людиною, яка проїхала автомобілем з двигуном внутрішнього згоряння на велику[яку?] відстань[3].
- Опалення автомобіля — американська інженерка Маргарет Вілкокс[en] в 19-му сторіччі винайшла перший обігрівач для автомобіля, який спрямовував гаряче повітря від двигуна до ніг водія, не даючи їм змерзнути.

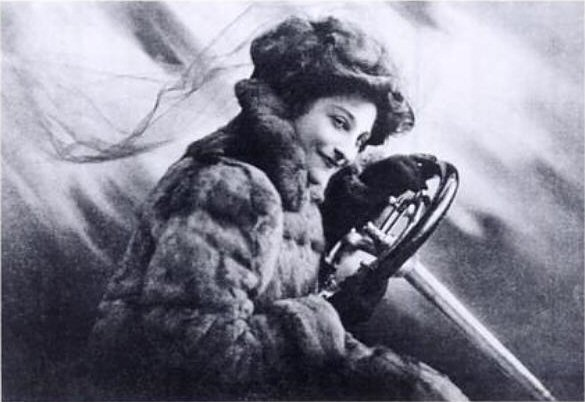
Обкладинка до «Жінка і машина» Дороті Левіт

- Дзеркало заднього виду — Дороті Левіт[en] (Dorothy Elizabeth Levi), британська автогонщиця, писменниця і журналістка, була першою британською автогонщицею, піонеркою-феміністкою, пропонувала завжди мати з собою дзеркальце, коли кермуєш автівкою[4], яке сьогодні знане як дзеркало заднього виду[en] і є в кожному транспортному засобі.
- Склоочисник („двірники“) — американській винахідниці Мері Андерсон приписують винахід першого функціонального склоочисника в 1903 році. Два інших винахідники, Роберт Дуґлас та Джон Апджон, також запатентували пристрої для очищення скла в тому ж році.
- Невідбиваюче скло — Кетрін Берр Блоджетт, американська фізикиня та хімікиня, відома роботами з хімії поверхні, зокрема винаходом «невидимого» або невідбиваючого скла під час роботи в General Electric. Вона була першою жінкою, яка здобула ступінь доктора філософії з фізики в Кембриджському університеті в 1926 році[5].
- Ізолятор свічок запалювання — Гелен Блер Барлет[en] розробила[6] керамічний ізолятор свічок запалювання, виготовлений з матеріалу[7], який прослужить довше через його вищу термостійкість і вимагатиме менше обслуговування в цілому.[8].
- Глушник — акустичний фільтр, який ми знаємо як „глушник“, у 1917 році сконструювала Ель Долорес Джонс (Elle Dolores Jones).
- Кевлар — хімікиня Стефані Кволек, винахідниця пара-амідного (поліпарафенілен-терефталамідного) синтетичного волокна, що уп'ятеро міцніше за сталь, відомого під торговою маркою «Кевлар»[9]. Кволек здобула безліч нагород за свої роботи у галузі хімії полімерів.
- Важіль аварійного вивільнення у багажнику автомобілей — виник завдяки Джанетт Феннелл, яку викрали злочинці й замкнули у багажнику її машини.

## Побут
- Централізоване опалення — в 1919 році Еліс Паркер винайшла систему центрального опалення, яка працювала на газі. Хоча система саме за дизайном Паркер так і не була побудована, вона була першою, хто використав природний газ для опалення будівель, що послугувало відправною точкою для майбутніх систем централізованого опалення.
- Посудомийна машина — в 1887 році американка Джозефіна Кокрейн разом із механіком Джорджем Баттерсом сконструювала першу комерційно успішну посудомийну машину.
- Покращена прасувальна дошка — в 1892 році афроамериканка Сара Бун[en] отримала патент на вдосконалення прасувальної дошки, яка покращила прасування рукавів сорочок.
- Канцелярський коректор[ru] — американка Бетт Грем винайшла одну з перших форм канцелярського коректора в 1956 році.
- Паперові пакети із квадратним дном — в 1868 році американка Маргарет Найт винайшла машину, яка складувала та склеювала пакети із коричневого паперу так, щоб в них було квадратне дно. Крім цього, Кнайт отримала 87 патентів США, які включають плоскогубці для видалення кришок, машину для нумерації, віконну раму, а також варіанти ротаційних двигунів.

## Їжа
- Шоколадне печиво — винайдене американською шеф-кухаркою Рут Вейкфілд в 1938 році.
- Підпірка для піцци[en] — запатентована в 1985 році американкою Кармела Віталє. Ця підпірка не дозволяє верхній стінці коробки для піци провалитися всередину.

## Психологія
- Індикатор типів Маєрс-Бріггс — американка Катаріна Кук Бріґґз[en] та її дочка Ізабел Брігз Маєрс винайшли психологічний тест.
- Психологічні захисти — на основі теорії З. Фрейда детально дослідила Анна Фрейд.